# Рапото I (Траунгау)
Рапото I фон Траунгау (на немски: Rapoto I im Traungau; * пр. 956; † сл. 7 октомври 984) е граф в Горен Траунгау. Той е най-старият от фамилията Рапотони и основава връзката на Диполдингите с Рапотоните (Диполдинги-Рапотони).

## Наследство
Рапото I получава през 977 г. собствености около църквата в Залцбург, които на 7 октомври 984 г. са му признати от император Ото III.

## Фамилия
Той има брат или син:
- Рапото II († ок. 1020), граф на Траунгау (1006), женен за внучка на Диполд I фон Дилинген на Дунав, граф в Аугстгау († 955), брат на епископ Свети Улрих Аугсбургски